# Man (departamento)
Man es un departamento de la región de Tonkpi, Costa de Marfil que se sitúa en el centro-oeste, a 600 km de Abiyán, la capital económica.

## Historia
En la lengua Dan, Man significa "Guerrero". Al llegar, los primeros habitantes se establecieron sobre la colina oeste del campeón que se llama ahora Gbepleu. El jefe de los migrantes tuvo como nombre Ton Glon Sro.

## Geografía
Man se encuentra ubicado en el centro-oeste del país, entre al frontera con Liberia, al oeste, y el río Sassandra, al este. Man es conocido también como la ciudad con 18 montañas debido a la cadena de montañas situada en la ciudad.

## Población
En mayo de 2014 tenía una población censada de 334 166 habitantes. Esta población es principalmente compuesta por Dan, un pueblo qui vive en cuidadas del centre-oeste como Danané, Biankouma y Zouan-Hounien.